# Sterlington (Luisiana)
Sterlington es un pueblo situado en la parroquia de Ouachita, Luisiana, Estados Unidos. Tiene una población estimada, a mediados de 2024, de 2557 habitantes.

## Geografía
La localidad está ubicada en las coordenadas 32°41′20″N 92°03′37″O / 32.68889, -92.06028 (32.688888, -92.060339). Según la Oficina del Censo, tiene una superficie de 7.34 km², correspondientes en su totalidad a tierra firme.

## Demografía
Según el censo de 2020, en ese momento había 1980 personas residiendo en la localidad. La densidad de población era de 269.75 hab./km².
| Raza                   | Núm. | Porc.   |
| ---------------------- | ---- | ------- |
| Blancos                | 1404 | 70.91%  |
| Afroamericanos         | 407  | 20.56%  |
| Amerindios             | 1    | 0.05%   |
| Asiáticos              | 18   | 0.91%   |
| De otras razas         | 29   | 1.46%   |
| De una mezcla de razas | 121  | 6.11%   |
| Total                  | 1980 | 100.00% |

Del total de la población, el 4.09% eran hispanos o latinos de cualquier raza.